# Светски дан чоколаде
Светски дан чоколаде обележава се 7. јула од 2009. године на светском нивоу. Србија се, такође, придружила многим земљама у обележавању ове посластице.
За овај светски дан се изабрао датум кад је чоколада први пут донета у Европу 1550. године, наглашавајући њен историјски и културни значај.

## О Светском дану чоколаде
У целом свету се 7. јула обележава Дан чоколаде којим се слави долазак чоколаде у Европу још давне 1550. године. Овај дан је врло значајан јер милијарду људи свакодневно једе чоколаду. Интересантно је да је чоколада једина јестива намирница која се топи на температури мало нижој од температуре људског тела и то је разлог зашто се топи у устима.

### Прављење чоколаде
Чоколада спада у најстарије напитке познате човеку. Чоколада води порекло из Централне Америке и позната је још из времена древних мезоамеричких култура. Добија се од биљке какаовац у чијем плоду се налази велики број зрна какаоа од којих се прави чоколада. Маје су користиле плодове какаовца како би правили напитак тако што су мрвили и кували у води плодове заједно са сојом, ванилом и чилијем. Данас је припрема другачије. Због изразито горког укуса зрна се остављају да ферментишу да би се развио богат укус, а после тога се суше, чисте, прже, а затим мрве. Загревањем маса се претвара у чоколадни ликер у који се додају заслађивачи, емулгатори, ароме, какао бутер.
Чоколада има и неке здравствене предности уколико се конзумира без додатка шећера и у умереним количинама. Повећава ново серотонина и допамина, што помаже у подизању расположења. Тамна чоколада је моћни извор антиоксиданата, а помаже и у побољшању протока крви, снижавању крвног притиска и смањењу ризика од срчаних болести.

### Статистика
Европљани, који су чоколаду пробали први пут у 16. веку једу више чоколаде од остатка света. Интересантно је да житељи Швајцарске, Велике Британије и Немачке у просеку поједу по 11 килограма ове намирнице на годишњем нивоу.

## Галерија
- Ручно прављене чоколаде
- Фестивал чоколаде у Београду, 2018.
- Пол Гаварни: Жена продавачица чоколаде (1855–1857)
- Патуљак у Вроцлаву са чоколадом